# Cementerio de San Nicolás
El cementerio de San Nicolás fue un cementerio de la ciudad española de Madrid, ubicado en lo que hoy son las calles de Méndez Álvaro, Áncora, Bustamante y Vara de Rey. Clausurado en 1884, no terminaría desapareciendo hasta 1912.

## Historia
Fue uno de los construidos a raíz de la prohibición, decretada por el rey José I, de enterrar en el interior de las iglesias. Lo proyectó Manuel de la Peña, discípulo de Villanueva, y fue construido por José Alejandro y Álvarez, quien realizó una bella portada.

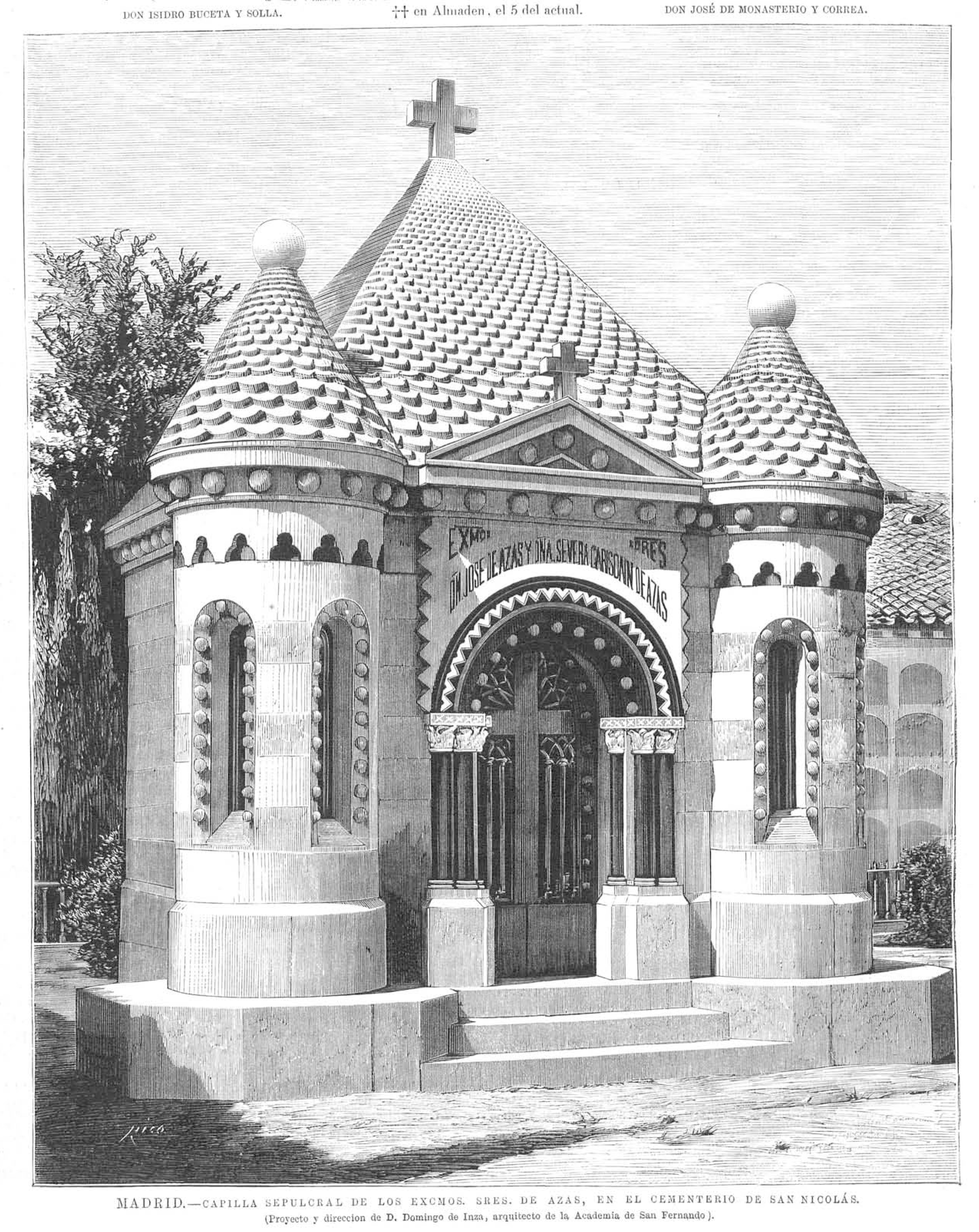
Panteón de la familia Azas (La Ilustración Española y Americana, 22 de julio de 1894), obra del arquitecto Domingo Inza, que data de la década de 1870.

En 1818 se autorizó la construcción de un cementerio a la Sacramental de San Nicolás. En 1819 la Sacramental de San Salvador compró unos terrenos para su cementerio junto al de la Archicofradía Sacramental del Hospital de la Pasión. Finalmente se construyó un cementerio conjunto, compuesto de dos patios, entre 1818 y 1919. La inauguración oficial tuvo lugar en 1825 con el traslado del cuerpo de Jacinto Sánchez Brizuela, fundador de la Sacramental y Comisario del Santo Oficio, fallecido en 1675. Se amplió en 1839, llegando hasta la actual calle de Bustamante.

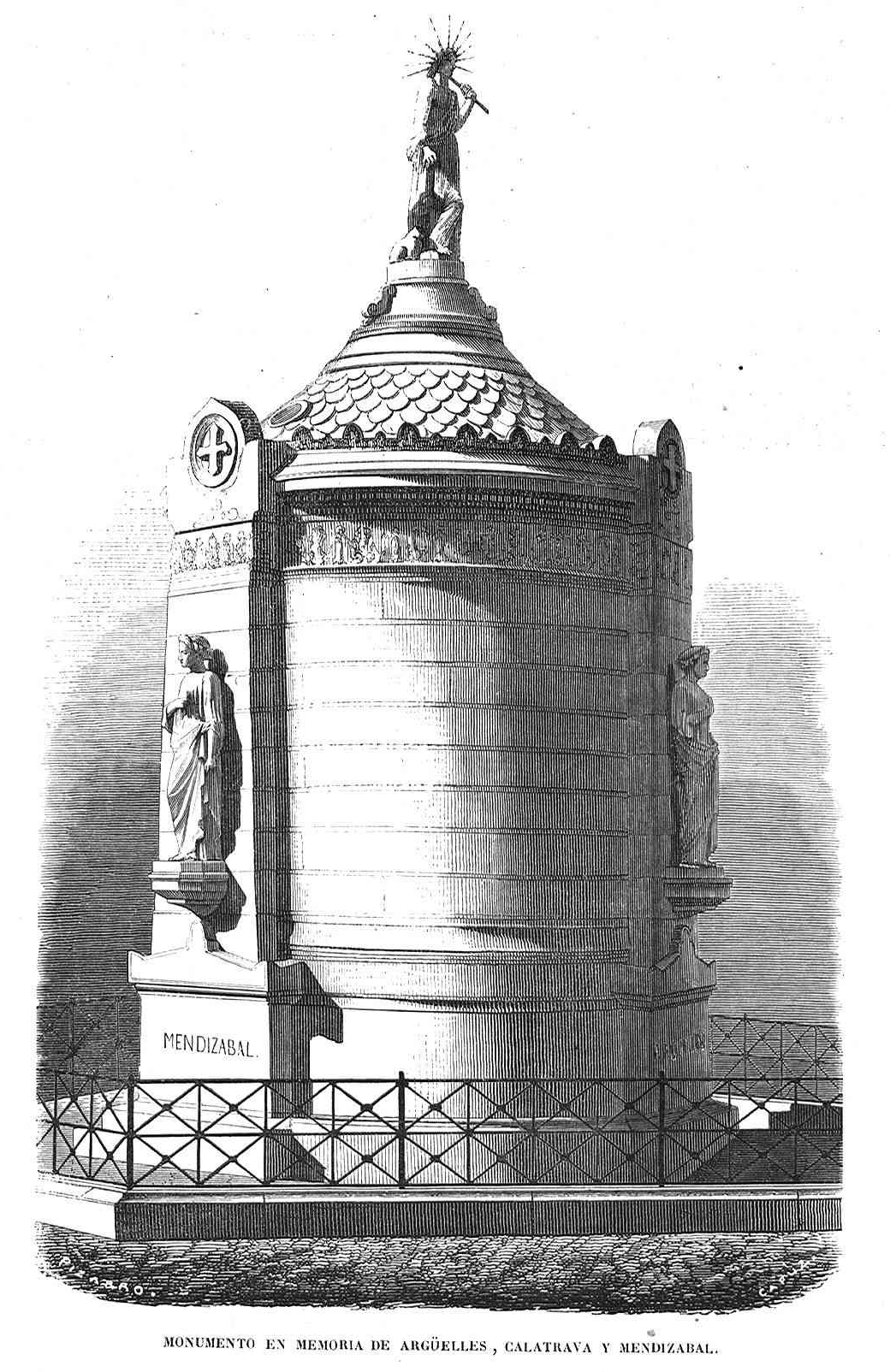
Monumento en memoria de Argüelles, Calatrava y Mendizábal, grabado publicado en febrero de 1857 en El Museo Universal. Este mausoleo fue trasladado al Panteón de Hombres Ilustres en 1912 procedente del cementerio de San Nicolás.

Otros ilustres fallecidos que en él reposaron fueron Calderón de la Barca, cuyo cuerpo se trasladó en 1841 desde la derribada iglesia de San Salvador, que estaba en la calle Mayor, José de Espronceda y Mariano José de Larra (ambos enterrados hoy en el cementerio de San Justo), Agustín Argüelles y Francisco Martínez de la Rosa. La última persona que fue enterrada en este camposanto fue la actriz italiana Carolina Civili, considerada comedianta española. En 1901, el cementerio fue testigo del homenaje que un grupo de escritores e intelectuales, entre los que se encontraban Pío Baroja, su hermano Ricardo y Azorín, tributó a Larra ante su tumba, en el aniversario de su muerte. Azorín lo narró así en La voluntad: «A la tarde se han ido al cementerio de San Nicolás, allá pasada la estación del Mediodía. El grupo, enlutado, con sus altos sombreros relucientes, recorría en silencio las calles. Todos llevaban en la mano un ramo de violetas. Y los transeúntes miraban curiosos esta extraña comitiva que iba a realizar un acto de más trascendencia que una crisis ministerial o una sesión ruidosa en el Congreso... El cementerio de San Nicolás está cerrado hace muchos años. Pasada la estación de Atocha, al final de una mísera barriada, lindando con la desolada llanura manchega, aparecen sobre los tejados negruzcos las puntiagudas cimas de los cipreses, resaltantes en el azul del cielo. Luego una verja larga de hierro que deja ver el largo ramaje de un jardín abandonado».
En él se encontraba el mausoleo Monumento de la Libertad erigido por Federico Aparici en 1857 y que contenía los restos de Agustín Argüelles, José María Calatrava, Juan Álvarez Mendizábal, Diego Muñoz Torrero, Francisco Martínez de la Rosa y Salustiano Olózaga. La escultura sobre la cubierta, que representa a la Libertad, es de Ponciano Ponzano. Sobre los sarcófagos de Argüelles, Calatrava y Mendizábal hay tres estatuas de Sabino Medina que representan la Pureza, el Gobierno y la Reforma. Cuando en 1912 se derribó este cementerio, el monumento fue trasladado al Panteón de Hombres Ilustres, a una esquina del patio, donde permanece en la actualidad.
Al igual que los cementerios generales del Norte y del Sur y las sacramentales de San Martín, San Luis, San Sebastián y La Patriarcal, fue clausurado el 1 de septiembre de 1884. Sin embargo, no fue demolido hasta 1912 («sin ninguna causa que lo justificara, -según Pedro de Répide- ni la urgencia de edificar sobre su terreno, que todavía permanece yermo. Estaba en perfecto estado de conservación y tenía una interesante y melancólica belleza»), y en parte de su solar se levantó la Fábrica de Cervezas El Águila, transformada hoy día en Archivo y Biblioteca Regional de la Comunidad de Madrid.